# Ribes de Freser
Ribes de Freser is een gemeente in de Spaanse provincie Girona in de regio Catalonië met een oppervlakte van 42 km². Ribes de Freser telt 1.785 inwoners (1 januari 2016). Ribes is het onderste eindpunt van de tandradspoorweg van Núria, die toeristen naar het bedevaarts- en skioord Vall de Núria op bijna 2000 meter hoogte in de Pyreneeën brengt. 

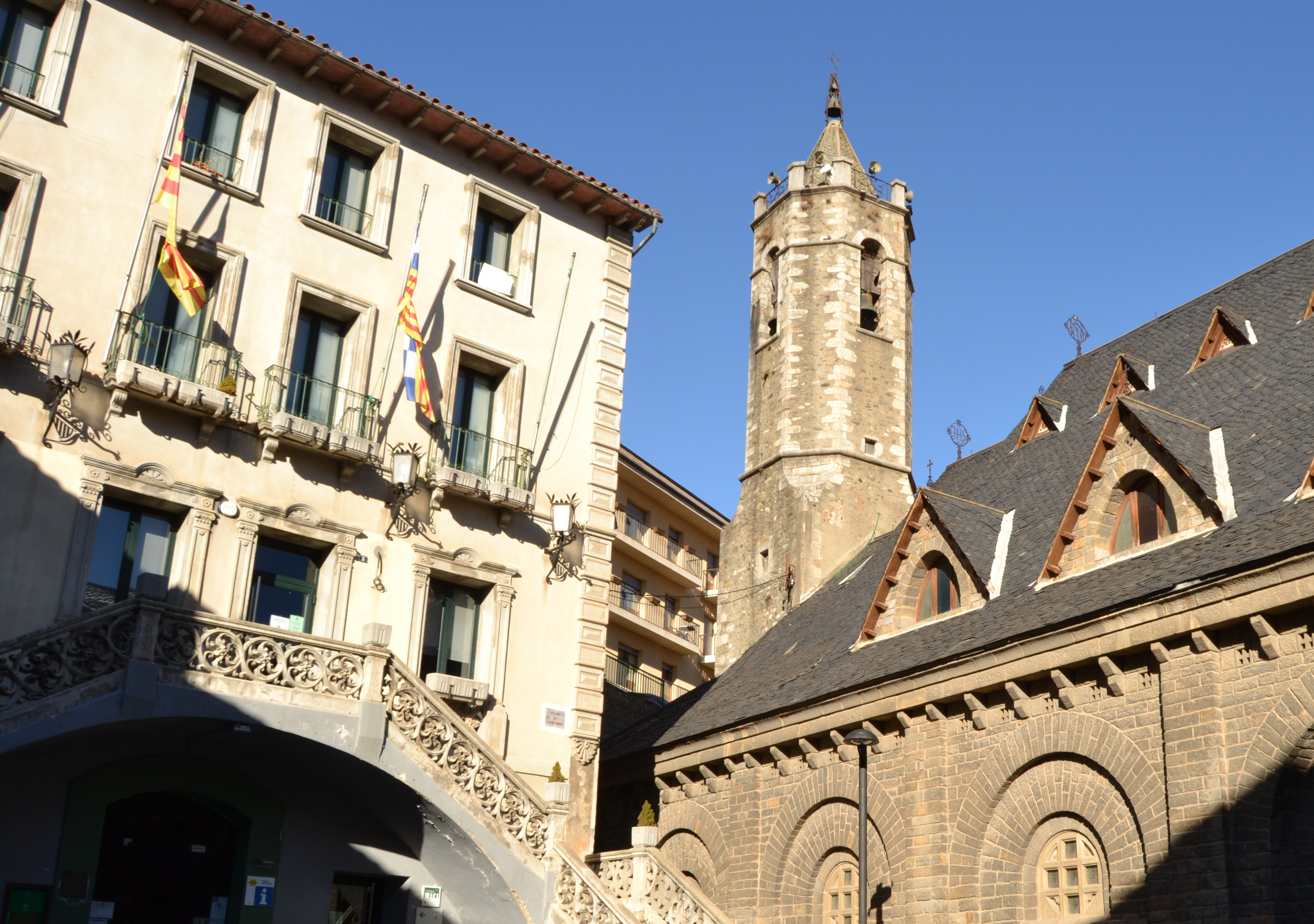
Ribes de Freser

## Demografische ontwikkeling
Bron: INE, 1857-2011: volkstellingen
Opm.: In 1857 werden de gemeenten Bruguera en Ventola aangehecht

## Geboren in Ribes de Freser
- Joan Triadú i Font (1921-2010), schrijver en weerstander tegen de dictatuur van Francisco Franco